# 斯奈德 (伊利諾伊州)
斯奈頓（英語：Snyder）是位於美國伊利諾伊州克拉克縣的一個非建制地區。該地的面積和人口皆未知。

## 地理
斯奈頓的座標為39°16′57″N 87°40′03″W / 39.28250°N 87.66750°W，而該地的平均海拔高度為161米（即528英尺）。